# Louise Erdrich

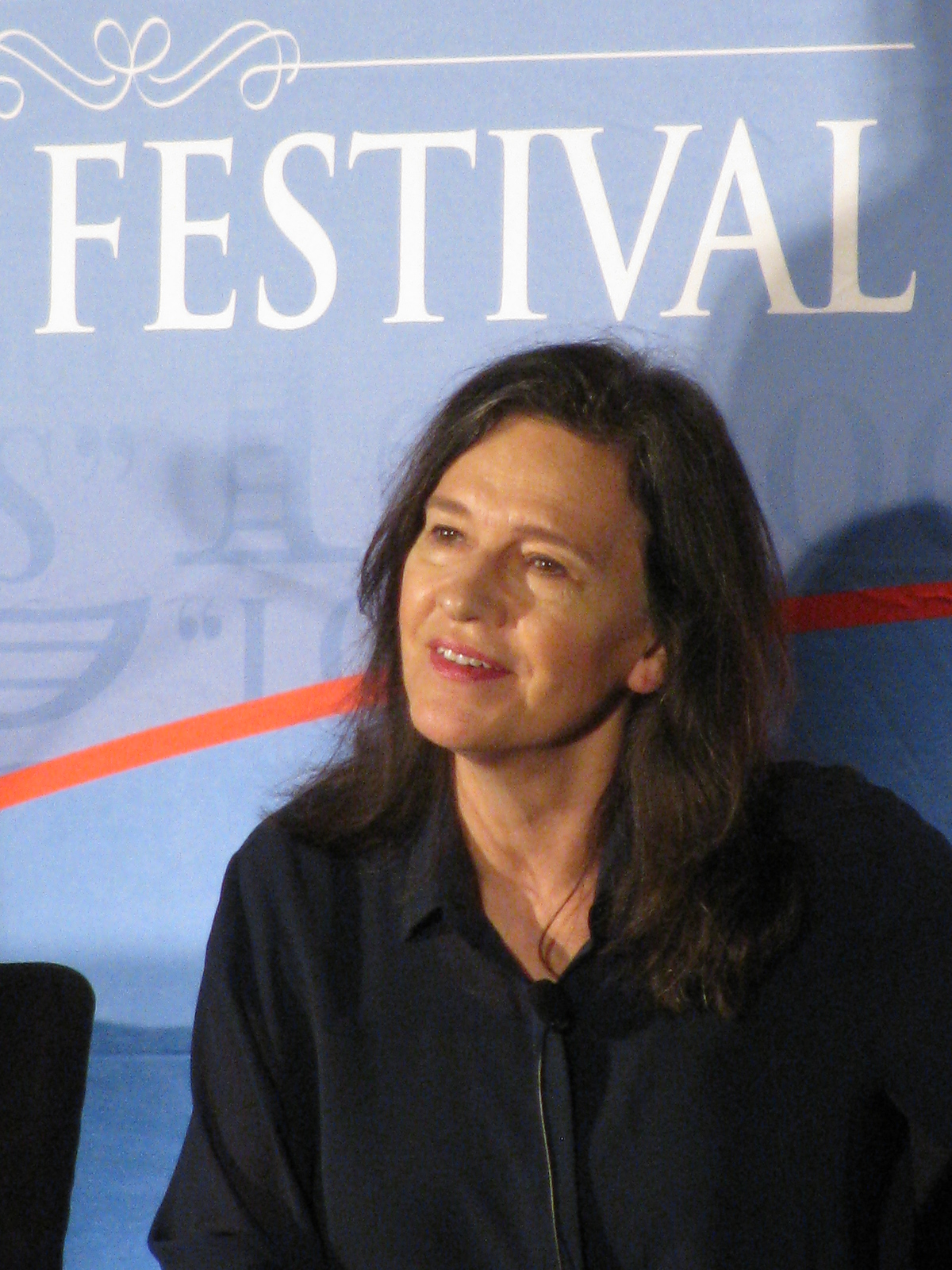
Louise Erdrich (2015)

Karen Louise Erdrich (n. 7 iunie 1954, Little Falls⁠(d), Minnesota, SUA) este o scriitoare americană. Ea locuiește în Minneapolis.

## Biografie
Erdrich este descendentă, din partea tatălui său, dintr-un măcelar german. Bunicul ei matern a fost șeful grupului etnic Chippewa din Dakota de Nord. Tatal ei, Ralph Erdrich, a lucrat în Wahpeton-rezervație amerindiană la Bureau of Indian Affairs și a predat limba germană și engleză. Prin el, Louise Erdrich a luat cunoștință de cărțile indiene ale lui Karl May. Mama ei, Rita Erdrich, a avut grijă, ca asistent social, de copiii dependenți de alcool.
Erdrich a fost cel mai mare copil dintre cei șapte. Ea a crescut împreună cu frații ei în rezervație, mai târziu a urmat un colegiu pe coasta de est (Dartmouth). Din 1976 până în 1979 a studiat Antropologia la Universitatea Johns Hopkins. După slujbe de chelneriță, profesor de literatură într-o închisoare și secretară la o companie de construcții, Erdrich a devenit redactor al revistei Circle.
Din 1981 până în 1996, Louise Erdrich a fost căsătorită cu antropologul și scriitorul Michael Dorris. Cuplul are trei copii adoptați și trei ai lor. În 1997, Dorris s-a sinucis.
Pe lângă activitățile ei de scris, Erdrich conduce o librărie independentă.

## Premii
- Premiul Academy of American Poets, 1975
- National Book Critics Circle Award, 1984 pentru Love Medicine
- O.-Henry-Preis, 1987
- World Fantasy Award, pentru The Antelope Wife
- Membru American Academy of Arts and Letters, 1998
- American Academy of Arts and Sciences, 1999
- National Book Award, Sparte Fiction, 2012 pentru The Round House
- Holbrooke Award for Lifetime Achievement, Dayton Literary Peace Prize, 2014
- Library of Congress Prize for American Fiction, 2015
- National Book Critics Circle Award, 2016 pentru LaRose
- Phoenix Award, 2019 pentru The Birchbark House
- Aspen Words Literary Prize, 2021 pentru The Night Watchman
- Premiul Pulitzer/Beletristică, 2021 pentru The Night Watchman

## Opere

### Romane
- Love Medicine. 1984.
- The Beet Queen. 1986.
- Tracks. 1988.
- cu Michael Dorris: The Crown of Columbus. 1991.
- The Bingo Palace. 1994.
- Tales of Burning Love. 1996.
- The Antelope Wife. 1998.
- The Last Report on the Miracles at Little No Horse. 2000.
- The Master Butchers Singing Club. 2003.
- Four Souls. 2004.
- The Painted Drum. 2005.
- The Plague of Doves. 2008.
- Shadow Tag. 2010.
- The Round House. 2012.
- LaRose. 2016.
- Future Home of the Living God (2017)
- The Night Watchman (2020)
- The Sentence. Harper, New York 2021, ISBN 978-0-06-320562-8.

### Poezii
- Jacklight. 1984.
- Baptism of Desire. 1989.
- Original Fire: Selected and New Poems. 2003.

### Cărți pentru copii
- Grandmother's Pigeon. 1996. (Ilustrații Jim LaMarche)
- The Birchbark House. 1999.
- The Range Eternal. 2002.
- The Game of Silence. 2005.
- The Porcupine Year. 2008.
- Chickadee. 2012.

### Non-ficțiune
- cu Michael Dorris: Route Two. 1990.
- The Blue Jay's Dance: A Birthyear. 1995.
- Books and Islands in Ojibwe Country. 2003.

## Cărți traduse în limba română
- Toba pictată, editura RAO, 2008, ISBN 9789731036960

## Literatură
- Caroline Rosenthal: Narrative Deconstructions of Gender in Works by Audrey Thomas, Daphne Marlatt, and Louise Erdrich. Camden House, Rochester 2003, ISBN 1-57113-267-8.